# Blanche Descartes
Blanche Descartes fue un seudónimo colaborativo utilizado por los matemáticos británicos R. Leonard Brooks, Arthur Harold Stone, Cedric Smith y W. T. Tutte. Los cuatro se conocieron en 1935 siendo estudiantes universitarios en el Trinity College de Cambridge, donde se unieron a la Trinity Mathematical Society y comenzaron a reunirse para trabajar en problemas matemáticos.

## Seudónimo
El seudónimo se originó al combinar las iniciales de los nombres de pila de los matemáticos (Bill, Leonard, Arthur y Cedric) para formar "BLAC". Esto se amplió a BLAnChe. El apellido Descartes fue elegido como un juego de palabras con la frase común carte blanche (carta blanca en francés).

## Publicaciones
Se publicaron más de 30 obras bajo este nombre, incluida poesía humorística y humor matemático, pero también algunos resultados matemáticos serios. Muchas de estas publicaciones aparecieron en Eureka, una revista para estudiantes de matemáticas de Cambridge. En particular, el cuarteto demostró varios teoremas sobre teselado matemático, incluyendo la resolución del problema de la cuadratura del cuadrado, mostrando que un cuadrado se puede dividir en cuadrados más pequeños sin que haya dos iguales. También descubrieron la "disección de Blanche", un método para dividir un cuadrado en rectángulos de igual área pero de diferentes dimensiones. Los modelaron utilizando circuitos abstractos, un enfoque que brindó no solo soluciones al problema original, sino también técnicas con aplicaciones más amplias en el campo de las redes eléctricas. Publicaron sus resultados, bajo sus propios nombres, en 1940. Tutte, quien se cree que contribuyó con la mayor parte del trabajo bajo el nombre de Descartes, mantuvo el secreto durante años, negándose a reconocer incluso en privado que era una identidad ficticia.
"Descartes" también publicó en coloración de grafos, y Tutte usó el seudónimo para publicar el cuarto snark conocido, ahora llamado snark de Descartes. También publicó el poema Himno al himen como regalo a Hector Pétard (otro personaje matemático ficticio) el día de su boda con Betti Bourbaki (hija de Nicolas Bourbaki, otro personaje matemático ficticio más).

### Publicaciones seleccionadas
- Descartes, Blanche (October 1964). «Why are Series Musical?». Eureka 27: 29-31. Archivado desde el original el 1 de abril de 2010. Consultado el 15 de abril de 2010.
- Descartes, Blanche (May 1977). «Review of Bondy & Murty's Graph theory with applications» (PDF).  Bulletin of the American Mathematical Society 83 (3): 313-315. doi:10.1090/S0002-9904-1977-14245-6.
- Ungar, Peter; Descartes, Blanche; Advanced Problems and Solutions: Solutions: 4526. Amer. Math. Monthly 61 (1954), no. 5, 352–353.